# Одреховский, Василий Павлович

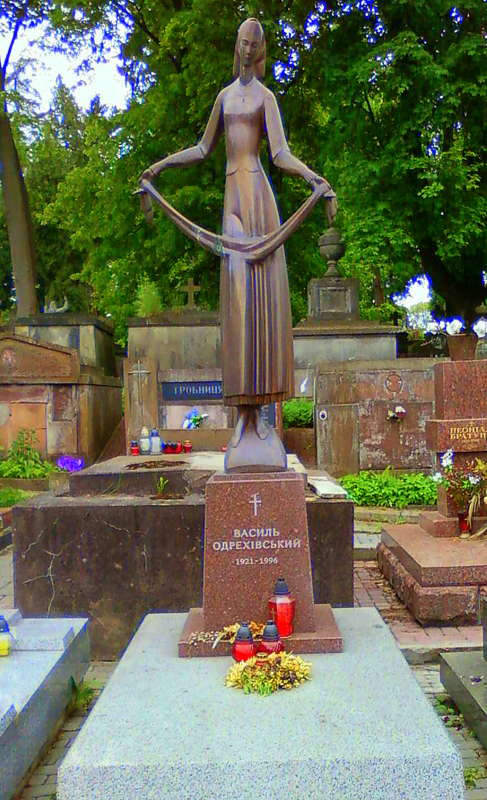
Памятник на могиле В. Одреховского (Лычаковское кладбище

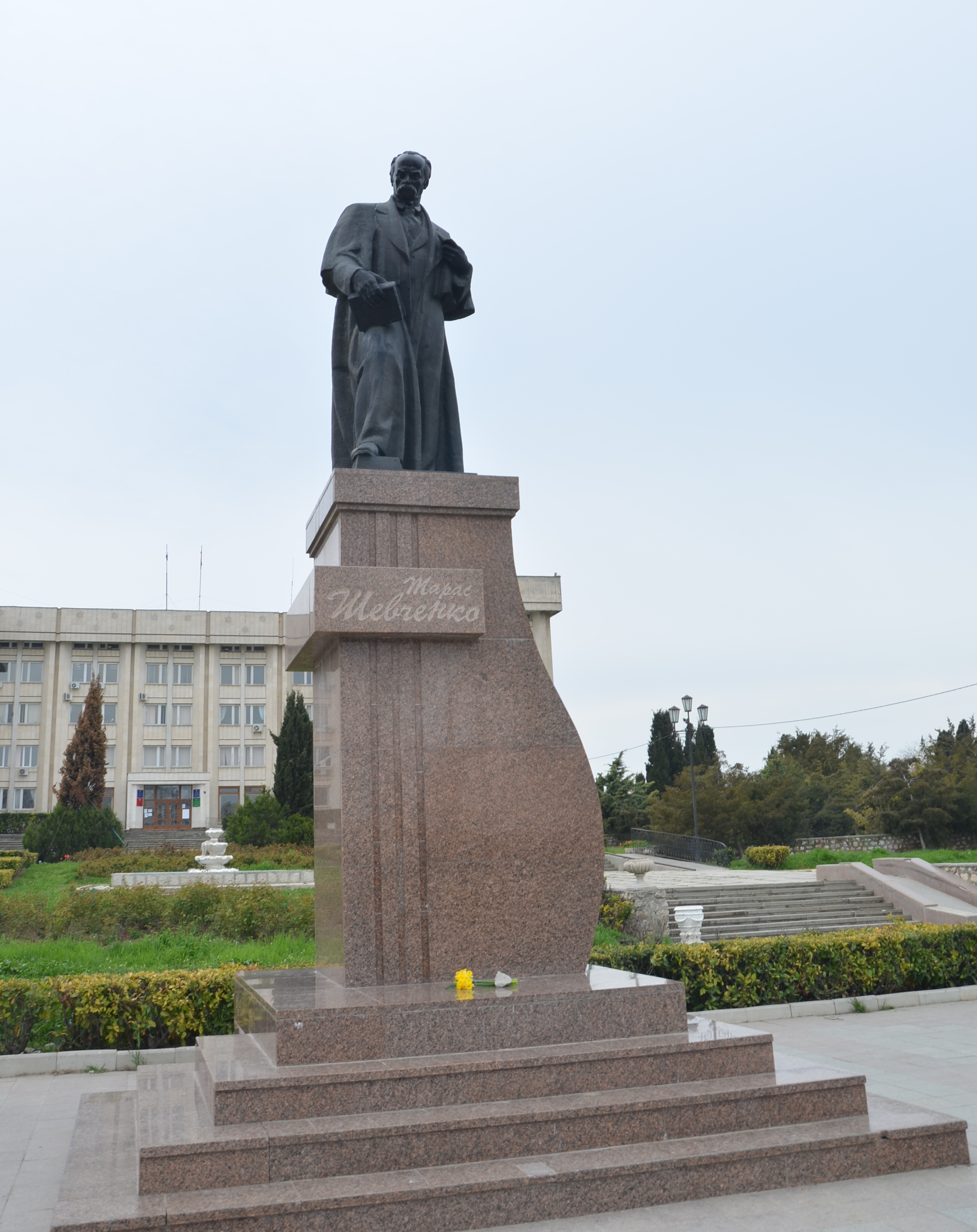
Памятник Т. Шевченко в г.Севастополь

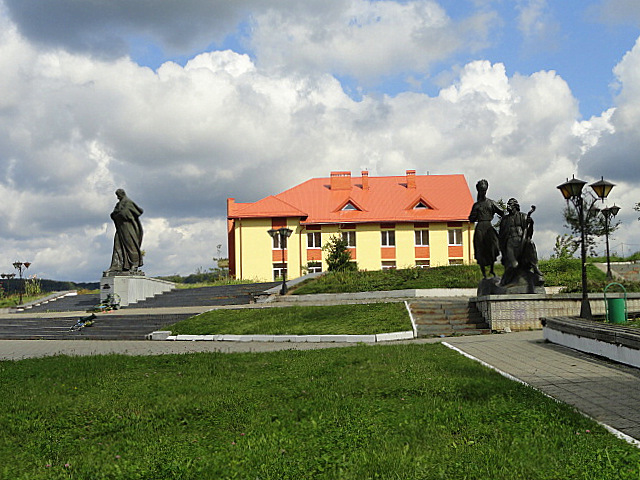
Скульптурный комплекс: Памятник Т. Шевченко и скульптурная группа «Украинская песня» в г. Новый Роздол.

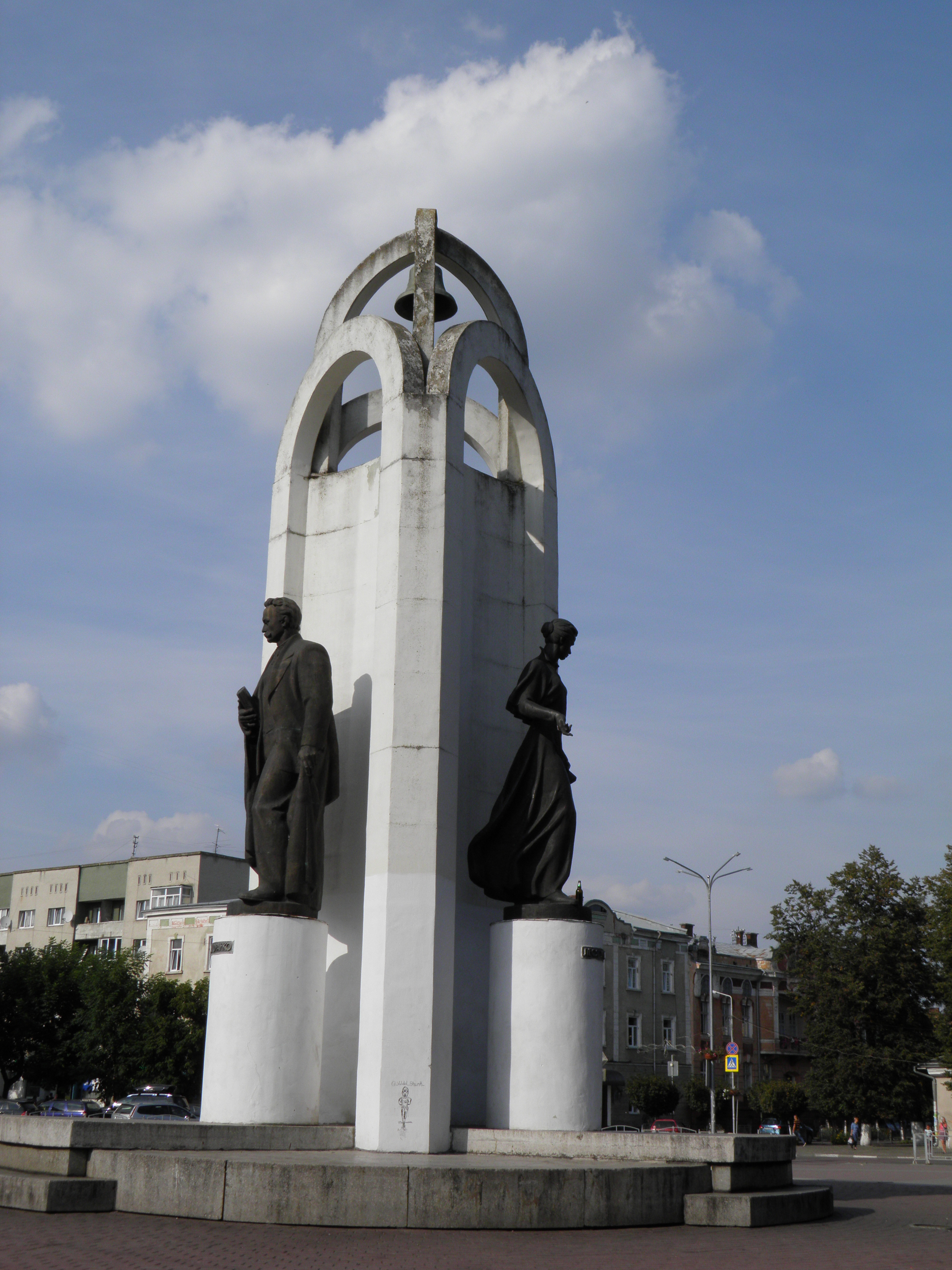
Памятник «Будители». Стрый

Василий Павлович Одреховский (укр. Ва́силь Па́влович О́дрехівський ; 18 февраля 1921, с. Вилька на Лемковщине (ныне Сяноцкого повята Подкарпатское воеводство Польши) — 17 декабря 1996, Львов) — украинский и советский скульптор, заслуженный деятель искусств Украинской ССР (1964).

## Биография
Представитель лемков. В 1945 году был переселен с территории Польши на Украину. С 1947 года жил во Львове. В 1952 году окончил Львовское художественное училище, затем в 1957 году — Институт прикладного и декоративного искусства (ныне Львовская национальная академия искусств). Ученик Н. Л. Рябинина.
Мастер рельефной и круглой резьбы по дереву, скульптор.
С 1964 года — заслуженный деятель искусств Украинской ССР, член Национального союза художников Украины.
Участвовал в республиканских, всесоюзных и международных выставках.
В творчестве портреты, скульптуры, которые хранятся ныне во многих музеях Украины, России, в частных собраниях Украины, Польши, США. В Национальном музее народного искусства Гуцульщины и Покутья имени И. Кобринского хранятся 4 произведения мастера.
Отец Владимира Одреховского, скульптора, ректора Львовской национальной академии искусств.
Похоронен на Лычаковском кладбище во Львове.